# Groningue (ville)
Pour les articles homonymes, voir Groningue.
Groningue (en néerlandais : Groningen /ˈɣroːnɪŋə(n)/ ) est une ville néerlandaise, chef-lieu de la province de Groningue, dans le Nord des Pays-Bas. Dans la province et dans la majeure partie de la province limitrophe de Drenthe, on l'appelle simplement Stad (prononcé /ʃtɑt/, littéralement « ville »). Groningue est également une commune, dont la ville de Groningue constitue le principal centre urbain.
On y compte 244 441 habitants (2024), ce qui en fait l'une des dix plus grandes villes des Pays-Bas. La vie économique repose principalement sur les services, notamment les services commerciaux. Groningue est aussi une ville estudiantine. Presque un habitant sur quatre est inscrit dans une université et la moitié des habitants ont moins de 35 ans, ce qui en fait la plus « jeune » ville des Pays-Bas.

## Géographie

### Géologie

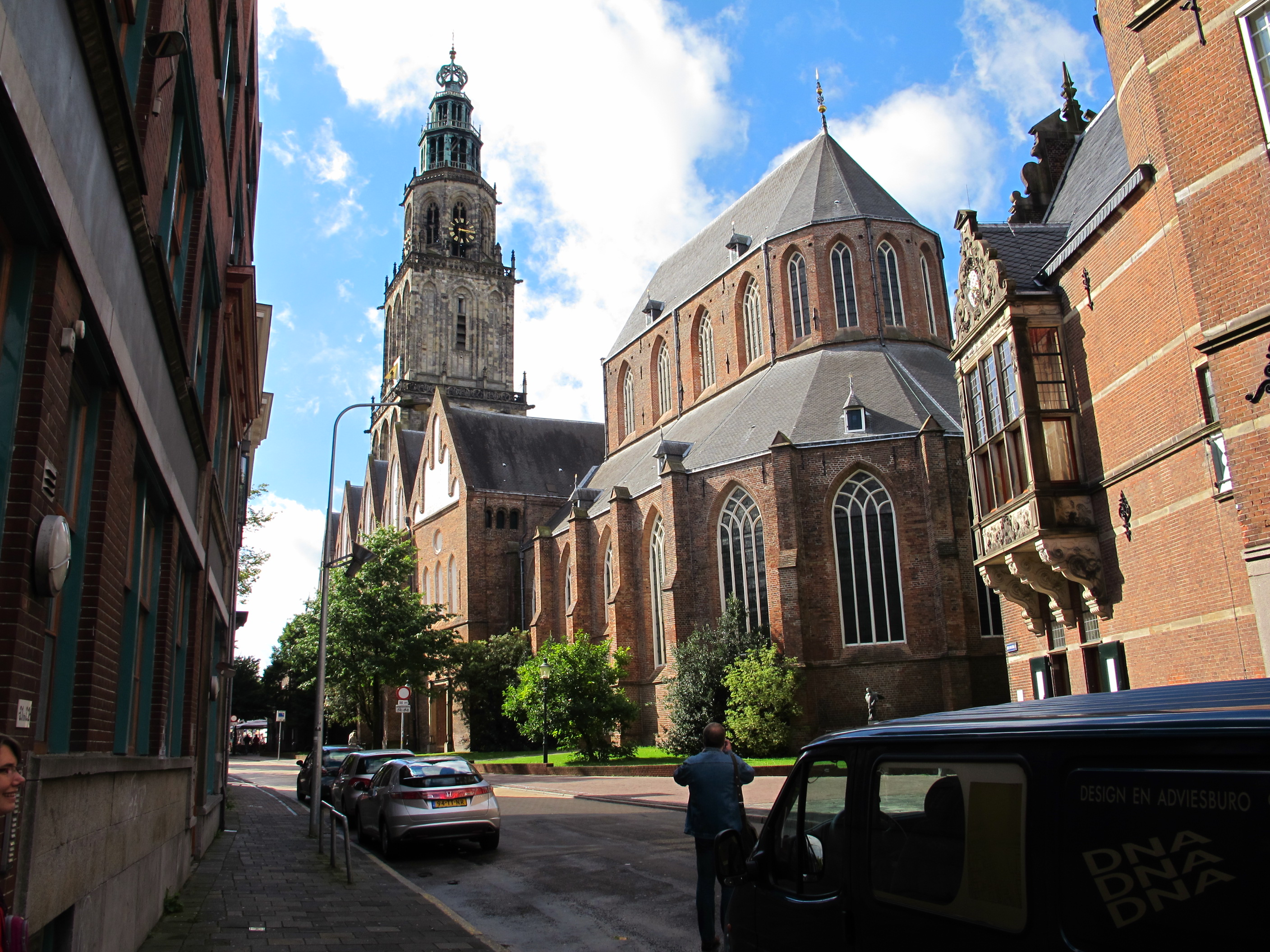
La tour Martini (Martinitoren en néerlandais) donnant sur la grand-place ou Grote Markt en néerlandais.

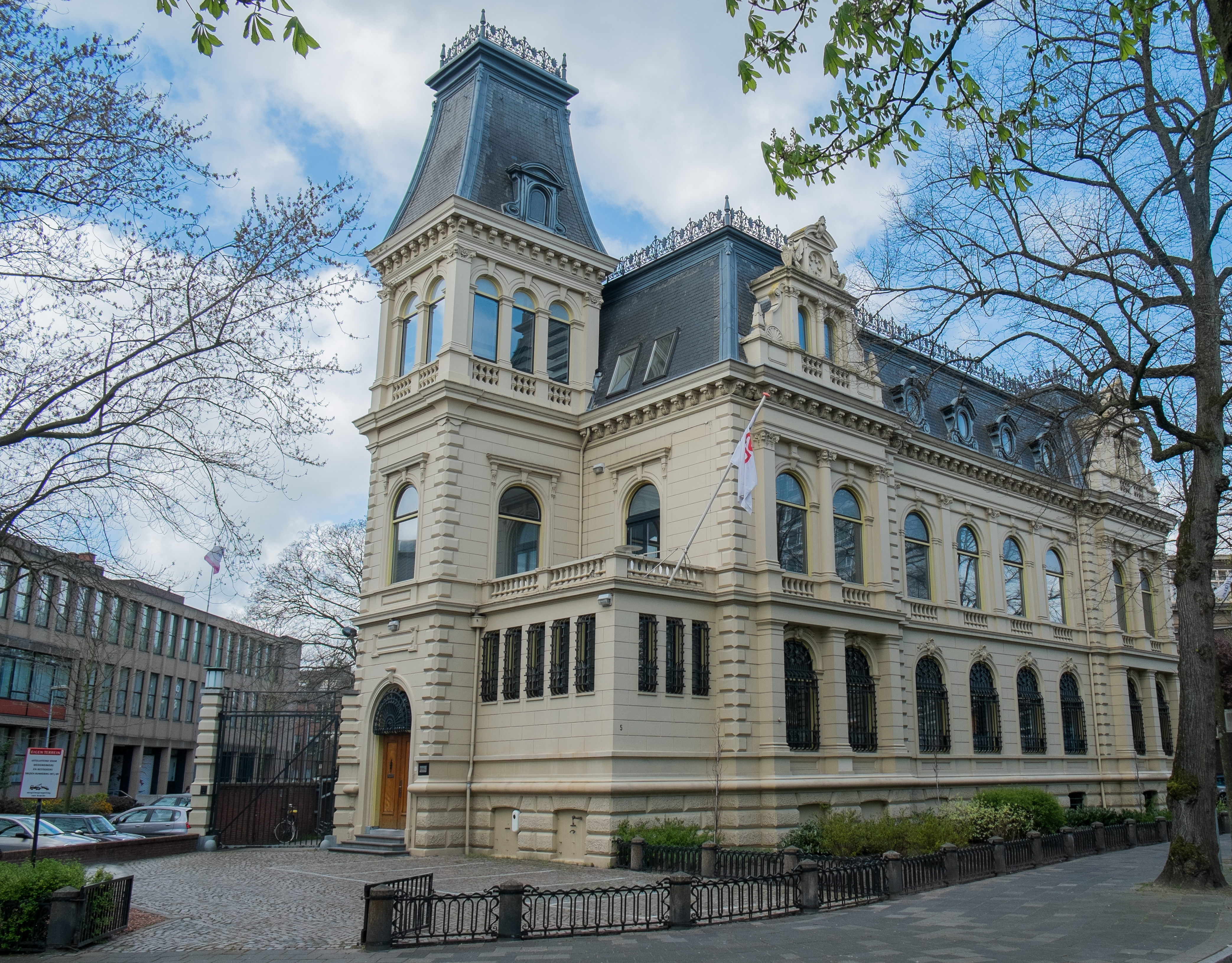
La villa de Van Panhuys, construite en 1881.

Comme plusieurs autres villes des Pays-Bas, Groningue est située sur une zone plate, à la confluence de plusieurs cours d'eau. La ville est située à l'extrémité nord-ouest des « collines » de Hondsrug, qui désignent une longue bande de sable reliant la ville à la frontière allemande. Jusqu'à la création du canal de l'Ems en 1876, la rivière artificielle Reitdiep était la seule connexion de la ville avec la mer, en l'occurrence la mer des Wadden. Elle est de plus traversée par la rivière Drentsche Aa et les canaux Winschoterdiep et Hoendiep. Groningue est également située à proximité d'anciennes tourbières, notamment le site des marais de Bourtange.
Dans les environs de Groningue, les Néerlandais du nord des Pays-Bas appellent la ville Stad (« ville », en néerlandais). Par exemple, dans un autobus, on peut juste indiquer Stad comme destination et le chauffeur sait exactement où on veut aller. Les habitants de Groningue disent : « Il y a juste une ville et c'est Stad ». Eux-mêmes s'appellent « Stadjer », du mot « Stadjeder » (« citadin »). Les « Stadjers » appellent également Groningue « Groot Loug », ce qui veut dire « grand village ».

### Architecture

La ville de Groningue et sa campagne.

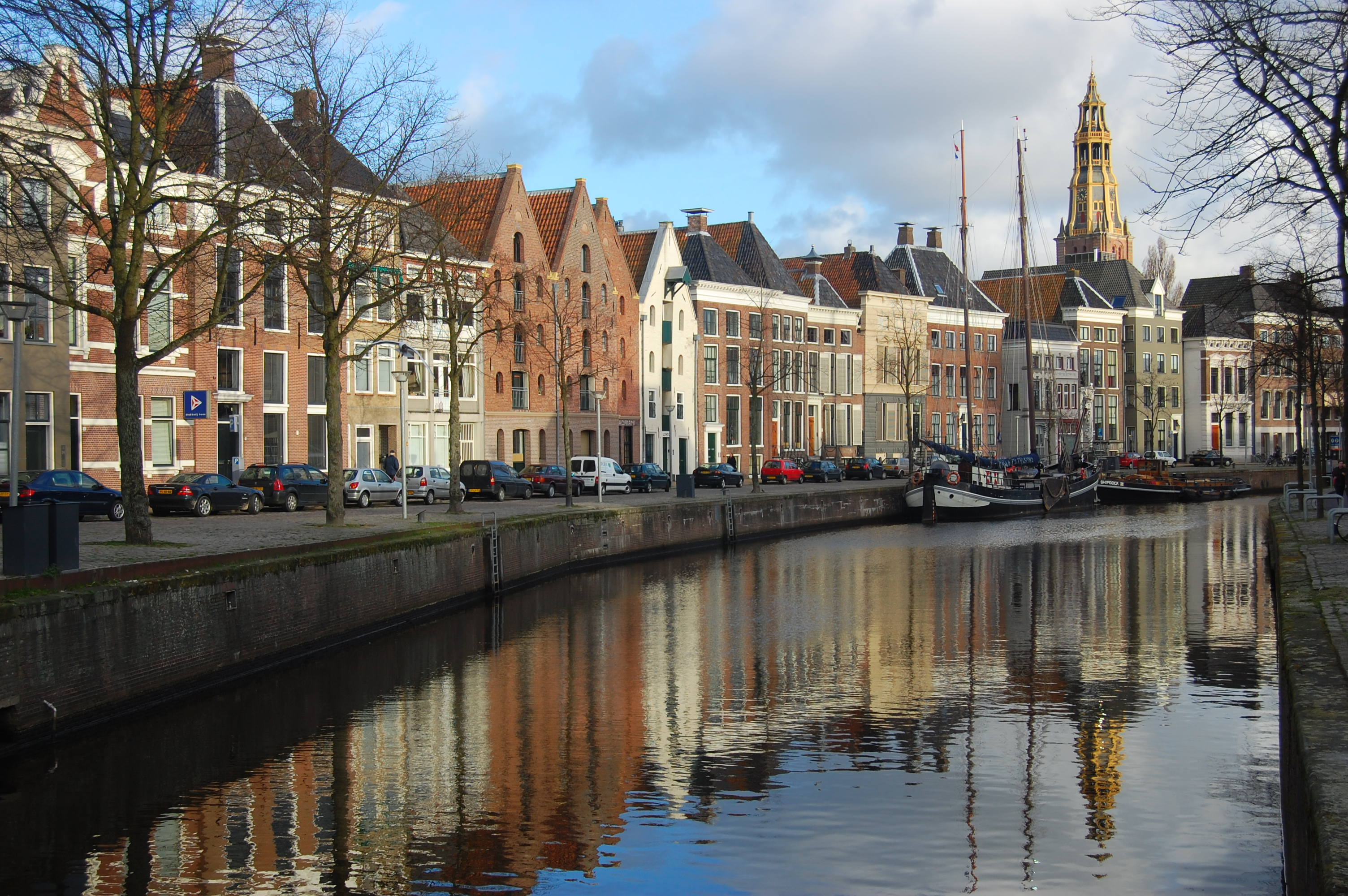
Hoge der A.

La ville est célèbre pour sa tour Martini (De Martinitoren), l'un des plus hauts clochers des Pays-Bas. Elle s'appelle D'olle Grieze (« le vieux gris ») pour les habitants de Groningue. La cathédrale Saint-Joseph, de style néogothique, est la cathédrale catholique de la ville. Le Goudkantoor, construit en 1635, est également un monument important de Groningue.
Depuis 1990, pour son 950e anniversaire, les entrées de la ville sont marquées par des « bornes ». On peut se détendre au Stadspark, le parc municipal de la ville, 140 hectares de verdure au sein de la ville. La gare de Groningue (1896) dispose d'un hall remarquable.
L'une des principales église de la ville est l'Église du Aa

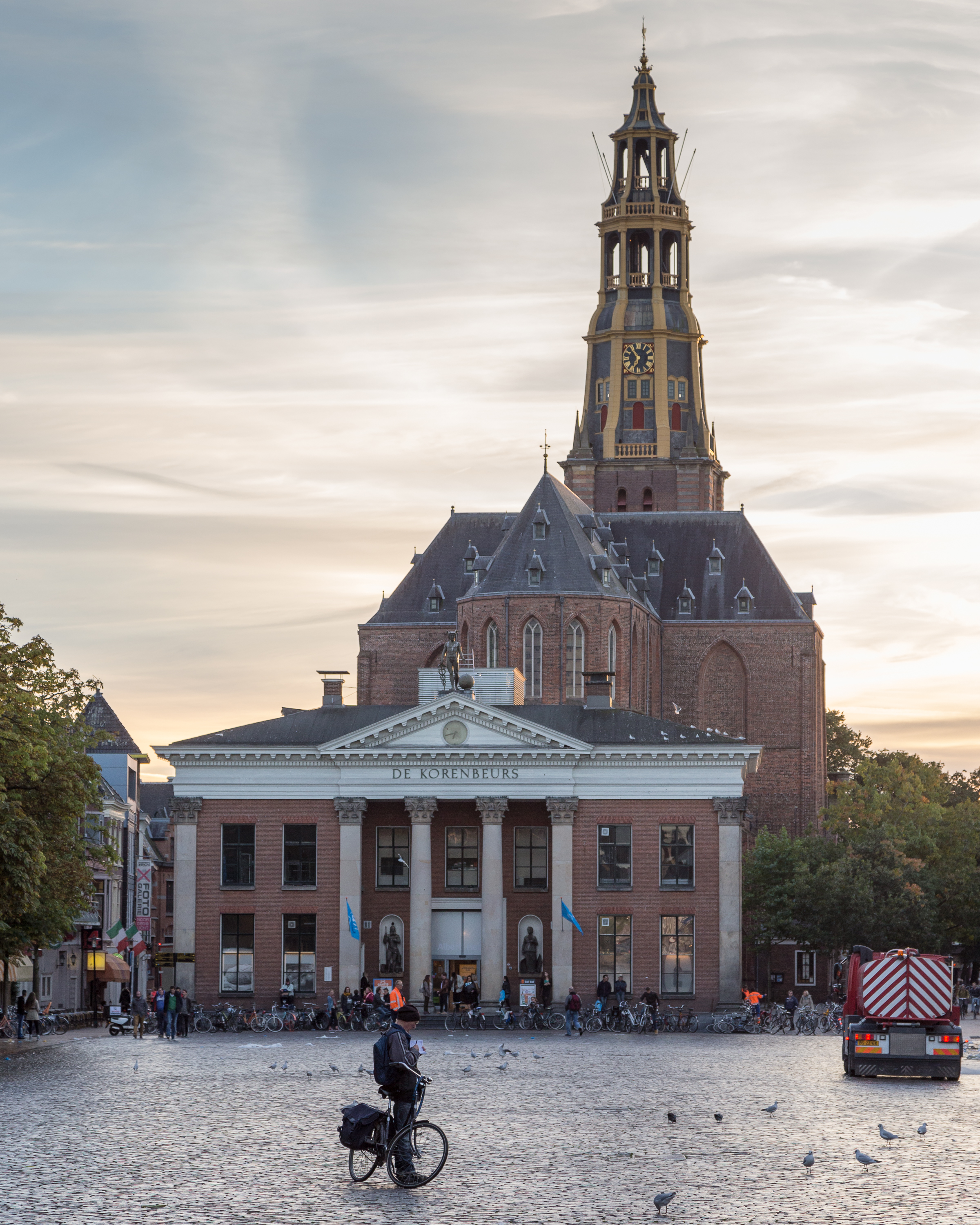
Église du Aa

## Histoire

### Temps anciens
Le document le plus ancien qui mentionne Groningue date de 1040. Originellement, la ville était un village de la province de Drenthe. Au cours du Moyen Âge, elle se développe comme un centre de commerce. Pour affirmer l’autorité de la ville, les Stadjers construisent des remparts. Son influence est si grande que la langue parlée localement, le frison, est progressivement remplacé par le groningois, le dialecte de la ville de Groningue. En 1826, l'épidémie de Groningue dite de « fièvres intermittentes » atteint un taux de mortalité de 10 % de la population de la cité.

### Époque contemporaine
En 1945, la ville est le théâtre d'une bataille pour sa libération entre les Allemands et Alliés (Canadiens). La ville est libérée le 16 avril 1945 par la 2e division d'infanterie canadienne.
En 1959 est découvert un gisement de méthane à 15 km à l'est du centre-ville, sur la municipalité de Slochteren ; surnommé Gaz de Groningue, il sera produit de 1963 à 2023.

## Économie
Groningue dispose de différents commerces et industries et d'un aéroport situé à Eelde. La ville abrite le siège social de Gasunie, le principal transporteur de gaz naturel d'Europe du Nord-Ouest.
Groningue est une ville étudiante, l'université de Groningue (Rijksuniversiteit Groningen) et l'École supérieure de Groningue (Hanzehogeschool Groningen) hébergent ensemble environ 40 000 étudiants. L'Université de Groningue avec ses 18 000 étudiants constitue le premier employeur de la région.
En outre, Groningue est une ville jeune, attirant beaucoup d'étudiants et de jeunes familles avec plusieurs enfants.

## Transports

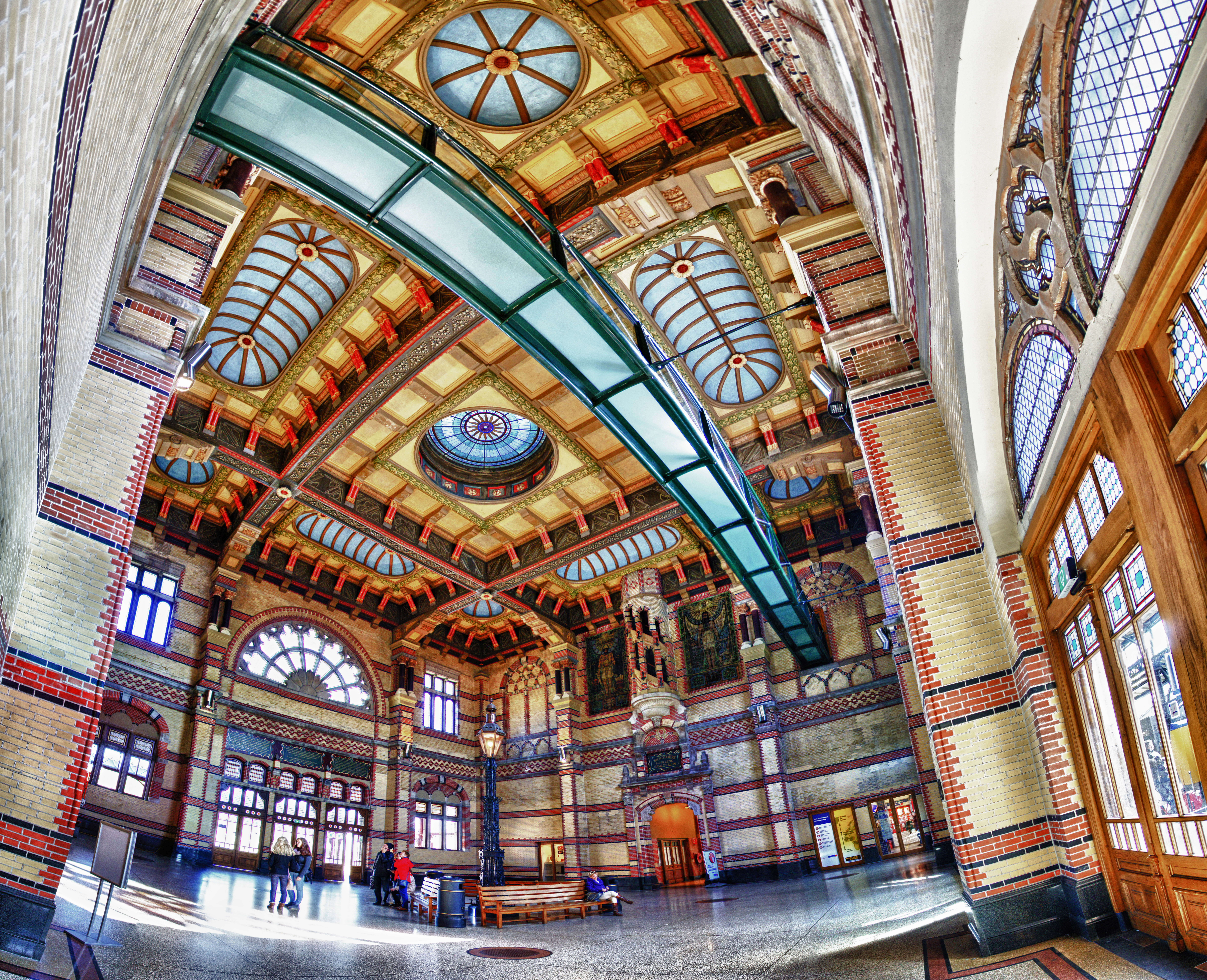
Hall de la gare de Groningue.

## Sport
- Football : FC Groningue.